# Nephepeltia phryne
Nephepeltia phryne är en trollsländeart. Nephepeltia phryne ingår i släktet Nephepeltia och familjen segeltrollsländor. IUCN kategoriserar arten globalt som livskraftig.

## Underarter
Arten delas in i följande underarter:
- N. p. phryne
- N. p. tupiensis